# Galium ehrenbergii
Galium ehrenbergii là một loài thực vật có hoa trong họ Thiến thảo. Loài này được Boiss. mô tả khoa học đầu tiên năm 1875.